# حلقه آتش

نقشهٔ «حلقهٔ آتش» در اقیانوس آرام

صفحات تکتونیکی جهان

حلقهٔ آتش منطقه‌ای است که در آن شمار زیادی از زمین‌لرزه‌ها و فوران‌های آتشفشانی در حوضهٔ اقیانوس آرام رخ می‌دهد. این حلقه در یک نعل اسب ۴۰٬۰۰۰ کیلومتر (۲۵٬۰۰۰ مایل) با مجموعه‌ای از درازگودال‌ها، قوس آتشفشانی و حرکات پوسته‌ای همراه است. حلقهٔ آتش دارای ۴۵۲ آتشفشان و خانهٔ بیش از ۷۵ درصد از آتشفشان‌های فعال و نهفته در جهان است.
در حدود ۹۰٪ از زمین‌لرزه‌های دنیا در امتداد حلقهٔ آتش به وقوع می‌پیوندد که ۸۱٪ آن‌ها، در زمرهٔ بزرگ‌ترین زمین‌لرزه‌های دنیا هستند. حدود ۸۸٪ از بزرگ‌ترین فوران‌های آتشفشانی جهان نیز از دوران هولوسن (حدود ۱۱٬۷۰۰ سال پیش) تاکنون در این منطقه رخ داده‌است. حلقهٔ آتش، متأثر اصلی و عمدهٔ صفحات زمین‌ساخت است. در حقیقت، حاصل حرکت و برخورد صفحات سنگ‌کره به ویژه فرورانش عمده در بخش‌های شمالی است. بخش غربی دارای پیچیدگی بیشتری است و دارای تعدادی صفحات تکنوتیکی کوچکتر به محاذات صفحه اقیانوس آرام است که عبارت هستند از جزایر ماریانا، فیلیپین، جزیره بوگنویل، تونگا و نیوزیلند.
منطقهٔ کمربند آلپاید در مکان دوم و پس از حلقه آتش قرار دارد. این کمربند فعال، دارای ۶/۵٪ از زمین‌لرزه‌های دنیا است که این میزان شامل، ۱۷٪ از بزرگ‌ترین (قدرتمندترین) زمین‌لرزه‌های دنیا می‌باشد. کمربند آلپاید از منطقه جاوه تا شمال اقیانوس اطلس و از سمت هیمالیا تا جنوب اروپا گسترش یافته‌است. استرالیا در میان کشورهای واقع‌شده در حلقه آتش، کشوری مستثنا است چرا که در بخش خارجی و دایره‌شکل صفحه تکنوتیکی آن قرار دارد. در این میان، اندونزی برخلاف استرالیا، در امتداد این حلقه گیر افتاده‌است.

## تاریخچه
وجود کمربند فعالیت آتشفشانی اطراف اقیانوس آرام برای اولین بار در اواسط قرن نوزدهم مشاهده شد. «آنها (جزایر ژاپن) در همان خط دایره عظیم آتشفشانی قرار دارند که ساحل اقیانوس آرام را از تیره دل فوگو تا مولوکا احاطه کرده‌است.»
حدود ۹۰٪ از زمین لرزه‌های جهان و ۸۱٪ از بزرگترین زمین لرزه‌های جهان در امتداد حلقه آتش اتفاق می‌افتد. منطقه بعدی که از نظر لرزه ای فعال است (۵–۶٪ از زمین لرزه‌ها و ۱۷٪ از بزرگترین زمین لرزه‌های جهان) کمربند آلپید است که از جاوه تا شمال اقیانوس اطلس از طریق هیمالیا و جنوب اروپا امتداد دارد.
همه ۲۵ مورد از آتشفشانهای بزرگ ۱۱٬۷۰۰ سال گذشته بجز سه مورد در آتشفشانهای حلقه آتش اتفاق افتاده‌است.
گسل معروف و بسیار فعال گسل سان آندریاس در کالیفرنیا یک گسل تبدیل شده‌است، که بخشی از کوه‌های شرقی اقیانوس آرام را در جنوب غربی ایالات متحده و مکزیک خنثی می‌کند. حرکت گسل، زمین لرزه‌های کوچک متعددی را در چندین بار در روز ایجاد می‌کند که بیشتر آنها برای احساس کردن بسیار کوچک هستند.

## علت

ورقه ی اقیانوسی به علت چگالی بیشتر به زیر ورقه ی قاره ای می رود. برهم کنش و ذوب ورقه ی اقیانوسی در زیر زمین سبب ایجاد پدیده هایی همچون زمین لرزه و آتشفشان می شوند.

حلقه آتش یک نتیجه مستقیم از تکتونیک صفحه است: حرکت و برخورد صفحات لیتوسفر. بخش شرقی حلقه حاصل فرورفتن صفحات نازکا و صفحه کوکوس در زیر صفحه آمریکای جنوبی است که به سمت غرب حرکت می‌کند. صفحه کوکوس در زیر صفحه کارائیب، در آمریکای مرکزی فرورانش می‌شود. بخشی از صفحه اقیانوس آرام و صفحه کوچک خوان دو فوکا در زیر صفحه آمریکای شمالی فرورانش می‌شوند. در امتداد بخش شمالی، صفحه اقیانوس آرام که به سمت شمال غربی در حال حرکت است در زیر قوس جزایر الئوت فرورفته شده‌است. در غرب، صفحات اقیانوس آرام در امتداد قوس‌های شبه جزیره کامچاتکا در جنوب ژاپن فرونشسته است. بخش جنوبی پیچیده‌تر است، با تعدادی از صفحات تکتونیکی کوچکتر در برخورد با صفحه اقیانوس آرام از جزایر ماریانا، فیلیپین، بوگنویل، تونگا و نیوزیلند. این بخش از استرالیا مستثنی است، زیرا در مرکز صفحه تکتونیکی آن قرار دارد. اندونزی بین حلقه آتش در امتداد جزایر شمال شرقی مجاور و شامل گینه نو و کمربند آلپید در امتداد جنوب و غرب از سوماترا، جاوا، بالی، فلورس و تیمور قرار دارد.

## در مناطق مختلف

### بولیوی
بولیوی میزبان آتشفشانهای فعال و منقرض شده زیادی در سرتاسر قلمرو خود است. آتشفشان‌های فعال در غرب بولیوی واقع شده‌اند و در آنجا Cordillera Occidental، حد غربی فلات Altiplano را تشکیل می‌دهند. بسیاری از آتشفشانهای فعال کوه‌های بین‌المللی هستند که با شیلی مشترک هستند. تمام آتشفشانهای سنوزوئیک بولیوی بخشی از منطقه آتشفشانی مرکزی (CVZ) کمربند آتشفشانی آند است که به دلیل فرآیندهای مربوط به فرورانش صفحه نازکا در زیر صفحه آمریکای جنوبی نتیجه می‌شود. منطقه آتشفشانی مرکزی یکی از استانهای بزرگ آتشفشانی سنوزوئیک فوقانی است. به غیر از آتشفشان‌های آند، زمین‌شناسی بولیوی میزبان بقایای آتشفشان‌های باستان در اطراف سپر گوکپره پرکامبرین در قسمت شرقی کشور است.

### شیلی
آتشفشان‌های شیلی توسط سرویس ملی معدن و معدن (SERNAGEOMIN) کنترل می‌شوند
فعالیت‌های زلزله در شیلی مربوط به فرورانش صفحه نازکا در شرق است. شیلی به‌طور قابل توجهی رکورد بزرگترین زمین لرزه ثبت شده تاکنون، زمین لرزه ۱۹۶۰ والدیویا را به خود اختصاص داده‌است. ویاراریکا، یکی از فعال‌ترین آتشفشان‌های شیلی، بالاتر از دریاچه ویاراریکا و شهر ویاراریکا قرار دارد. این غربی‌ترین غربی از بین سه آتش فشان بزرگ است که عمود بر زنجیره آند گرایش دارد. یک کلدرا به عرض ۶ کیلومتر (۳٫۷ مایل) در اواخر پلیستوسن، بیش از ۰٫۹ میلیون سال پیش تشکیل شد.
یک کلدرا پس از یخبندان به طول ۲ کیلومتر (۱٫۲ مایل) در پایه مخروط فعلی بازالت تا آندزیتی غالب فعلی در حاشیه شمال غربی جوراب پلایستوسن واقع شده‌است. حدود ۲۵ مخروط scoria جناحین Villarica را نشان می‌دهد. فوران پلینیان و جریان‌های آتش نشانی در طول هولوسن از این آتشفشان بازالتی غالب تولید شده‌است، اما فوران‌های تاریخی از فعالیت انفجاری عمدتاً خفیف تا متوسط با افشای گاه به گاه گدازه تشکیل شده‌است. لاهارها از آتشفشان‌های پوشیده از یخچال به شهرهای پهلوهای آن آسیب رسانده‌اند.

## خوانش بیشتر
- Blinkhorn, Earl F (2004), The Ring of Fire, Trafford, ISBN 1-4120-2170-7 {{citation}}: Cite has empty unknown parameter: |coauthor= (help)